# Conde de Avelar
Conde de Avelar é um título nobiliárquico criado por D. Carlos I de Portugal, por Decreto de 27 de Julho de 1901, em favor de António Gomes de Avelar, antes 1.º Visconde de Avelar.
Titulares
1. António Gomes de Avelar, 1.º Visconde e 1.º Conde de Avelar.